# Kinyongia fischeri
Kinyongia fischeri — вид ігуаноподібних ящірок родини хамелеонових (Chamaeleonidae). Ендемік Танзанії. Вид названий на честь німецького герпетолога Йоганна Густава Фішера.

## Поширення і екологія
Kinyongia fischeri мешкають в горах Нґуру і Нгуу на північному сході Танзанії. Вони живуть в кронах вологих гірських тропічних лісах, на висоті до 1500 м над рівнем моря. Відкладають яйця.

## Збереження
МСОП класифікує стан збереження цього виду як близький до загрозливого. Kinyongia fischeri загрожує знищення природного середовища.